# Wilbert Das
Wilbert Das (Riethoven, 2 dicembre 1963) è uno stilista olandese.
È stato il direttore creativo della Diesel.

## Biografia
Vive nella fattoria di famiglia fino a quando, a 19 anni, si trasferisce ad Arnhem, per studiare all'Academy of Fine Arts, dove consegue il diploma nel 1988. Decide quindi di partire per l'Italia, dove inizia a lavorare per la Diesel disegnando le collezioni uomo, accessori, pelle e bambino. Nel 1993 ottiene l'incarico di coordinare l'ufficio stile come direttore creativo. Mentre per tutti gli anni '80 Diesel era conosciuta principalmente come marchio di jeanseria, durante la conduzione stilistica di Das, inizia a guadagnarsi il titolo di fashion brand, introducendo collezioni in numerosi settori merceologici: scarpe, occhiali, gioielli, orologi.
A partire dal 2007, dirige la creazione e il lancio di una collezione profumi; crea per Diesel nuove collezioni, e collabora con partner nell'home textile, nell'illuminotecnica, nell'arredamento, nell'automotive. Dirige la parte di design che riguarda i negozi Diesel, più di 300 negozi monomarca in varie città del mondo e si occupa delle campagne pubblicitarie dell'azienda. Al di fuori del mondo della moda, fornisce consulenza nell'ambito dei rinnovi e delle ristrutturazioni alberghiere.
Nel 2006 crea UXUA Casa Hotel, un resort di lusso a Trancoso, sulla costa meridionale di Bahia, in Brasile. 

## Galleria d'immagini

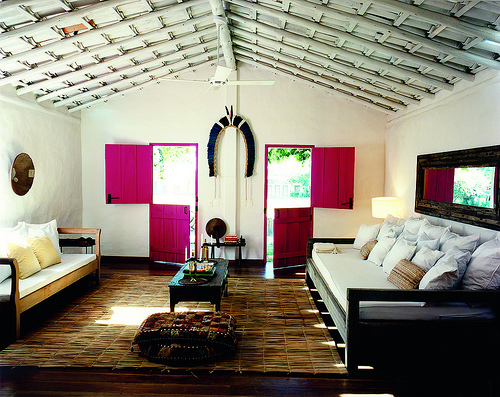
Dentro Seu Pedrinho House
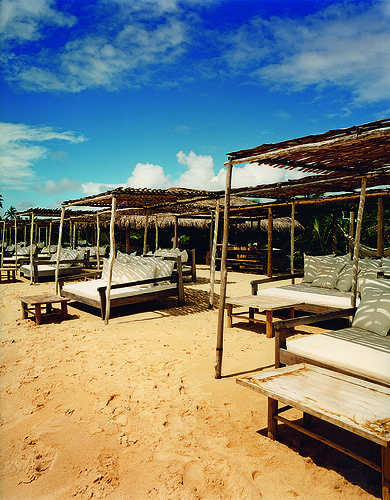
Uxua lounge bar sulla spiaggia